# Киревна
Киревна — река в Усть-Камчатском районе Камчатского края России. Длина реки — 98 км, площадь водосборного бассейна — 1780 км².
Берёт начало из Кереунского ледника на склонах вулканического комплекса Алней-Чашаконджа, от истока течёт в восточном направлении в межгорной впадине, поросшей березняком. После впадения Озёрного меняет направление на юго-восточное, к берёзе в составе приречных лесов добавляется лиственница. От устья Белкумича поворачивает на юг. В нижнем течении протекает по заболоченной местности, соединяется протокой с озером Ужак. В низовьях ширина реки достигает 48 метров, глубина — 1,8 метра, дно вязкое. Впадает в реку Еловку (в протоку Старая Еловка) в 9 км от её устья по правому берегу.
На берегу реки находятся термальные Киреунские источники.
По данным государственного водного реестра России относится к Анадыро-Колымскому бассейновому округу.
Код водного объекта — 19070000112120000016926.

## Притоки
Объекты перечислены по порядку от устья к истоку.
- 16 км: Двухюрточная
- 21 км: Белкумич
- 31 км: Водяная
- 39 км: Светлый
- 69 км: Озерный
- 71 км: Спусковая
- 76 км: Левая Киревна
- 81 км: Правая Киревна